# Seznam písní Katy Perry
Toto je seznam písní zpěvačky Katy Perry.

## Písně
| Píseň                                              | Autor/ři | Album                                                                                | Rok  |
| -------------------------------------------------- | --- | ------------------------------------------------------------------------------------ | ---- |
| "365"                                              | Katy Perry Zedd Caroline Ailin Cutfather Daniel Davidsen Cory Sanders Peter Wallevik                                                  | Orbit                                                                                | 2019 |
| A                                                  | |                                                                                      |      |
| "Act My Age"                                       | Katy Perry Ilya Salmanzadeh Rationale Mark Crew                                                                                       | Witness                                                                              | 2017 |
| "A Cup of Coffee"                                  | Katy Perry Glen Ballard Matt Thiessen                                                                                                 | One of the Boys                                                                      | 2008 |
| B                                                  | |                                                                                      |      |
| "Bigger than Me"                                   | Katy Perry Sarah Hudson Corin Roddick & Megan James Oscar Holter                                                                      | Witness                                                                              | 2017 |
| "Birthday"                                         | Katy Perry Lukasz Gottwald Max Martin Bonnie McKee Henry Walter                                                                       | Prism                                                                                | 2013 |
| "Black and Gold"                                   | Sam Falson Jesse Rogg | One of the Boys (Platinum Australian Tour Edition) The Hello Katy Australian Tour EP | 2008 |
| "Bon Appetit" (ft. Migos)                          | Katy Perry Migos Max Martin Shellback Oscar Holter Ferras Alqaisi                                                                     | Witness                                                                              | 2017 |
| "Brick by Brick"                                   | Katy Perry Greg Wells | MTV Unplugged                                                                        | 2009 |
| "By the Grace of God"                              | Katy Perry Greg Wells | Prism                                                                                | 2013 |
| C                                                  | |                                                                                      |      |
| "California Gurls" (ft. Snoop Dogg)                | Katy Perry Lukasz Gottwald Max Martin Bonnie McKee Calvin Broadus                                                                     | Teenage Dream                                                                        | 2010 |
| "Chained to the Rhythm" (ft. Skip Marley)          | Katy Perry Skip Marley Sia Furler Max Martin Ali Payami                                                                               | Witness                                                                              | 2017 |
| "Champagne Problems"                               | Katy Perry Jakob Kasher Hindlin John Ryan Johan Carlsson Ian Kirkpatrick                                                              | Smile                                                                                | 2020 |
| "Choose Your Battles"                              | Katy Perry Greg Wells Jonatha Brooke                                                                                                  | Prism                                                                                | 2013 |
| "Circle the Drain"                                 | Katy Perry Christopher "Tricky" Stewart Monte Neuble                                                                                  | Teenage Dream                                                                        | 2010 |
| "Con Calma" (Remix)                                | Darrin O'Brien Edmond Daryll Leary Juan Salinas Katy Perry Michael Grier Oscar Salinas Ramon Ayala Shawn Leigh Moltke Terri Moltke    | —                                                                                    | 2019 |
| "Cozy Little Christmas"                            | Katy Perry Greg Wells Ferras Alqaisi                                                                                                  | —                                                                                    | 2018 |
| "Cry About It Later"                               | Katy Perry Sasha Sloan Jonnali Parmenius Oscar Holter                                                                                 | Smile                                                                                | 2020 |
| D                                                  | |                                                                                      |      |
| "Daisy Bell (Bicycle Built for Two)"               | Harry Dacre | The Gay Nineties Old Tyme Music: Daisy Bell                                          | 2014 |
| "Daisies"                                          | Katy Perry John Bellion Jacob Kasher Hindlin Michael Pollack The Monsters & Strangerz                                                 | Smile                                                                                | 2020 |
| "Dance With The Davel"                             | Katy Perry Felix Snow | Witness                                                                              | 2017 |
| "Dark Horse" (ft. Juicy J)                         | Katy Perry Lukasz Gottwald Max Martin Henry Walter Sarah Theresa Hudson Jordan Houston                                                | Prism                                                                                | 2013 |
| "Déjà Vu"                                          | Katy Perry Hayden James Ferras Thomas Stell                                                                                           | Witness                                                                              | 2017 |
| "Double Rainbow"                                   | Katy Perry Sia Furler Greg Kurstin | Prism                                                                                | 2013 |
| "Dressin' Up"                                      | Katy Perry Christopher "Tricky" Stewart Monte Neuble Matt Thiessen                                                                    | Teenage Dream: The Complete Confection                                               | 2012 |
| E                                                  | |                                                                                      |      |
| "Electric Feel"                                    | Andrew VanWyngarden Ben Goldwasser Will Berman                                                                                        | One of the Boys (Platinum Australian Tour Edition) The Hello Katy Australian Tour EP | 2008 |
| "E.T."                                             | Katy Perry Lukasz Gottwald Max Martin Joshua Coleman                                                                                  | Teenage Dream                                                                        | 2010 |
| "Every Day Is a Holiday"                           | Katy Perry | Promotional single release                                                           | 2015 |
| F                                                  | |                                                                                      |      |
| "Faith Won't Fail"                                 | Katy Perry Mark Dickson | Katy Hudson                                                                          | 2001 |
| "Feels"                                            | Calvin Harris Pharrell Williams Katy Perry Big Sean                                                                                   | Funk Wav Bounces Vol. 1                                                              | 2017 |
| "Fingerprints"                                     | Katy Perry Greg Wells | One of the Boys                                                                      | 2008 |
| "Firework"                                         | Katy Perry Ester Dean Sandy Wilhelm Mikkel Storleer Eriksen & Tor Erik Hermansen                                                      | Teenage Dream                                                                        | 2010 |
| G                                                  | |                                                                                      |      |
| "Ghost"                                            | Katy Perry Lukasz Gottwald Max Martin Bonnie McKee Henry Walter                                                                       | Prism                                                                                | 2013 |
| "Growing Pains"                                    | Katy Perry Mark Dickson | Katy Hudson                                                                          | 2001 |
| H                                                  | |                                                                                      |      |
| "Hackensack"                                       | Chris Collingwood Adam Schlesinger | MTV Unplugged                                                                        | 2009 |
| "Harleys in Hawaii"                                | Katy Perry Charlie Puth Jacob Kasher Hindlin Johan Carlsson                                                                           | Smile                                                                                | 2019 |
| "Hey Hey Hey"                                      | Katy Perry Max Martin Sia Furler Ali Payami Sarah Hudson                                                                              | Witness                                                                              | 2017 |
| "Hot n Cold"                                       | Katy Perry Lukasz Gottwald Max Martin                                                                                                 | One of the Boys                                                                      | 2008 |
| "Hummingbird Heartbeat"                            | Katy Perry Christopher "Tricky" Stewart Monte Neuble Stacy Barthe                                                                     | Teenage Dream                                                                        | 2010 |
| I                                                  | |                                                                                      |      |
| "I Kissed a Girl"                                  | Katy Perry Lukasz Gottwald Max Martin Cathy Dennis                                                                                    | One of the Boys                                                                      | 2008 |
| "I Think I'm Ready"                                | Katy Perry Ted Bruner | One of the Boys                                                                      | 2008 |
| "If You Can Afford Me"                             | Katy Perry Dave Katz Sam Hollander | One of the Boys                                                                      | 2008 |
| "If We Ever Meet Again" (Timbaland ft. Katy Perry) | Timothy Mosley James Washington Michael Busbee                                                                                        | Shock Value II                                                                       | 2010 |
| "I'm Still Breathing"                              | Katy Perry David A. Stewart Matt Thiessen                                                                                             | One of the Boys                                                                      | 2008 |
| "International Smile                               | Katy Perry Lukasz Gottwald Max Martin Henry Walter                                                                                    | Prism                                                                                | 2013 |
| "Into Me You See"                                  | Katy Perry Alexis Taylor Joe Goddard Ferras                                                                                           | Witness                                                                              | 2017 |
| "It Takes Two"                                     | Katy Perry Benjamin Levin Emeli Sandé Mikkel Storleer Eriksen & Tor Erik Hermansen                                                    | Prism                                                                                | 2013 |
| L                                                  | |                                                                                      |      |
| "Last Call"                                        | Katy Perry | Katy Hudson                                                                          | 2001 |
| "Last Friday Night (T.G.I.F.)"                     | Katy Perry Lukasz Gottwald Max Martin Bonnie McKee                                                                                    | Teenage Dream                                                                        | 2010 |
| "Legendary Lovers"                                 | Katy Perry Lukasz Gottwald Max Martin Bonnie McKee Henry Walter                                                                       | Prism                                                                                | 2013 |
| "Legends Never Die" (Ferras ft. Katy Perry)        | Greg Wells Ferras Alqaisi Sarah Theresa Hudson                                                                                        | Ferras                                                                               | 2014 |
| "Lost"                                             | Katy Perry Ted Bruner | One of the Boys                                                                      | 2008 |
| "Love Me"                                          | Katy Perry Max Martin Christian "Bloodshy" Karlsson Vincent Pontare Magnus Lidehäll                                                   | Prism                                                                                | 2013 |
| M                                                  | |                                                                                      |      |
| "Mannequin"                                        | Katy Perry | One of the Boys                                                                      | 2008 |
| "Mind Maze"                                        | Katy Perry Ali Payami Corin Roddick & Megan James Sarah Hudson                                                                        | Witness                                                                              | 2017 |
| "Miss You More"                                    | Katy Perry Ali Payami Corin Roddick & Megan James Sarah Hudson                                                                        | Witness                                                                              | 2017 |
| "My Own Monster"                                   | Katy Perry | Katy Hudson                                                                          | 2001 |
| N                                                  | |                                                                                      |      |
| "Naturally"                                        | Katy Perry Scott Faircloff | Katy Hudson                                                                          | 2001 |
| "Never Really Over"                                | Katy Perry Dagny Sandvik Michelle Buzz Jason Gill Gino Barletta Hayley Warner Zedd Leah Haywood Daniel James                          | Smile                                                                                | 2019 |
| "Never Worn White"                                 | Katy Perry Johan Carlsson Jacob Kasher Hindlin John Ryan                                                                              | —                                                                                    | 2020 |
| "Not Like the Movies"                              | Katy Perry Greg Wells | Teenage Dream                                                                        | 2010 |
| "Not the End of the World"                         | Katy Perry Michael Pollack Madison Love Jacob Kasher Hindlin Andrew Goldstein                                                         | Smile                                                                                | 2020 |
| O                                                  | |                                                                                      |      |
| "One of the Boys"                                  | Katy Perry | One of the Boys                                                                      | 2008 |
| "Only Love"                                        | Katy Perry Sophie Cooke Andrew Jackson                                                                                                | Smile                                                                                | 2020 |
| P                                                  | |                                                                                      |      |
| "Part of Me"                                       | Katy Perry Lukasz Gottwald Max Martin Bonnie McKee                                                                                    | Teenage Dream: The Complete Confection                                               | 2012 |
| "Peacock"                                          | Katy Perry Ester Dean Mikkel Storleer Eriksen & Tor Erik Hermansen                                                                    | Teenage Dream                                                                        | 2010 |
| "Pearl"                                            | Katy Perry Greg Wells | Teenage Dream                                                                        | 2010 |
| "Pendulum"                                         | Katy Perry Jeff Bhasker Sarah Hudson                                                                                                  | Witness                                                                              | 2017 |
| "Piercing"                                         | Katy Perry Brian White Tommy Collier                                                                                                  | Katy Hudson                                                                          | 2001 |
| "Power"                                            | Katy Perry Jack Garratt | Witness                                                                              | 2017 |
| R                                                  | |                                                                                      |      |
| "Resilient"                                        | Ferras Alqaisi Stargate | Smile                                                                                | 2020 |
| "Rise"                                             | Katy Perry Max Martin Savan Kotecha Ali Payami                                                                                        | —                                                                                    | 2016 |
| "Roar"                                             | Katy Perry Lukasz Gottwald Max Martin Bonnie McKee Henry Walter                                                                       | Prism                                                                                | 2013 |
| "Roulette"                                         | Katy Perry Max Martin Ali Payami Shellback Ferras Alqaisi                                                                             | Witness                                                                              | 2017 |
| S                                                  | |                                                                                      |      |
| "Save as Draft"                                    | Katy Perry Elof Loelv Noonie Bao DJ Mustard Max Martin Twice As Nice                                                                  | Witness                                                                              | 2017 |
| "Search Me"                                        | Katy Perry Scott Faircloff | Katy Hudson                                                                          | 2001 |
| "Self Inflicted"                                   | Katy Perry Anne Preven Scott Cutler                                                                                                   | One of the Boys                                                                      | 2008 |
| "Simple"                                           | Katy Perry Glen Ballard | The Sisterhood of the Traveling Pants                                                | 2005 |
| "Small Talk"                                       | Katy Perry Charlie Puth Johan Carlsson Jacob Kasher Hindlin                                                                           | —                                                                                    | 2019 |
| "Smile"                                            | Katy Perry Brittany "Starrah" Hazzard Ferras Alqaisi Oliver Goldstein Josh Abraham Anthony Criss Benny Golson Kier Gist Vincent Brown | Smile                                                                                | 2020 |
| "Spiritual"                                        | Katy Perry John Mayer Greg Kurstin | Prism                                                                                | 2013 |
| "Spit"                                             | Katy Perry | Katy Hudson                                                                          | 2001 |
| "Starstrukk" (3OH!3 ft. Katy Perry)                | Nathaniel Motte & Sean Foreman | Want                                                                                 | 2009 |
| "Swish Swish" (ft. Nicki Minaj)                    | Katy Perry Adam Dyment Sarah Hudson Brittany Hazzard                                                                                  | Witness                                                                              | 2017 |
| T                                                  | |                                                                                      |      |
| "Teary Eyes"                                       | Katy Perry Michael Pollack Madison Love Jacob Kasher Hindlin Andrew Goldstein                                                         | Smile                                                                                | 2020 |
| "Teenage Dream"                                    | Katy Perry Lukasz Gottwald Max Martin Bonnie McKee Benjamin Levin                                                                     | Teenage Dream                                                                        | 2010 |
| "The One That Got Away"                            | Katy Perry Lukasz Gottwald Max Martin                                                                                                 | Teenage Dream                                                                        | 2010 |
| "The One That Got Away" (Acoustic)                 | Katy Perry Lukasz Gottwald Max Martin                                                                                                 | Teenage Dream: The Complete Confection                                               | 2012 |
| "Thinking of You"                                  | Katy Perry | One of the Boys                                                                      | 2008 |
| "This Is How We Do"                                | Katy Perry Max Martin Klas Åhlund | Prism                                                                                | 2013 |
| "This Moment"                                      | Katy Perry Benjamin Levin Mikkel Storleer Eriksen & Tor Erik Hermansen                                                                | Prism                                                                                | 2013 |
| "Trust in Me"                                      | Katy Perry Mark Dickson | Katy Hudson                                                                          | 2001 |
| "Tsunami"                                          | Katy Perry Mike Will Made It Scooly Sarah Hudson Mia Moretti                                                                          | Witness                                                                              | 2017 |
| "Tucked"                                           | Katy Perry Ferras Alqaisi Jacob Kasher Hindlin John Ryan Johan Carlsson                                                               | Smile                                                                                | 2020 |
| U                                                  | |                                                                                      |      |
| "Ur So Gay"                                        | Katy Perry Greg Wells | One of the Boys                                                                      | 2008 |
| "Unconditionally"                                  | Katy Perry Lukasz Gottwald Max Martin Henry Walter                                                                                    | Prism                                                                                | 2013 |
| W                                                  | |                                                                                      |      |
| "Waking Up in Vegas"                               | Katy Perry Andreas Carlsson Desmond Child                                                                                             | One of the Boys                                                                      | 2008 |
| "Waving Through a Window"                          | Benj Pasek Justin Paul | Dear Evan Hansen (deluxe edition)                                                    | 2018 |
| "Walking on Air"                                   | Katy Perry Max Martin Klas Åhlund Adam Baptiste Camela Leierth                                                                        | Prism                                                                                | 2013 |
| "What Makes a Woman"                               | Katy Perry Sarah Hudson Jacob Kasher Hindlin John Ryan Johan Carlsson                                                                 | Smile                                                                                | 2020 |
| "When There's Nothing Left"                        | Katy Perry | Katy Hudson                                                                          | 2001 |
| "Who Am I Living For?"                             | Katy Perry Christopher "Tricky" Stewart Monte Neuble Brian Telestai                                                                   | Teenage Dream                                                                        | 2010 |
| "Who You Love" (John Mayer ft. Katy Perry)         | John Mayer Katy Perry | Paradise Valley                                                                      | 2013 |
| "Wide Awake"                                       | Katy Perry Lukasz Gottwald Max Martin Bonnie McKee Henry Walter                                                                       | Teenage Dream: The Complete Confection                                               | 2012 |
| "Witness"                                          | Katy Perry Max Martin Savan Kotecha Ali Payami                                                                                        | Witness                                                                              | 2017 |